# Anoplodactylus arnaudae
Anoplodactylus arnaudae är en havsspindelart som beskrevs av Stock, J.H. 1978. Anoplodactylus arnaudae ingår i släktet Anoplodactylus och familjen Phoxichilidiidae. Inga underarter finns listade i Catalogue of Life.